# Grýla
Grýla, dans la mythologie islandaise, est un monstre et une géante vivant dans les montagnes d'Islande. On dit qu'elle descend des montagnes à l'approche de Noël, à la recherche d'enfants qui n'ont pas été sages.
Grýla a été crainte en Islande pendant de nombreux siècles. Son nom est mentionné dans le livre du XIIIe siècle Eddas de Snorri Sturluson. La plupart des histoires sur Grýla concerne les enfants. Son plat favori est un ragoût d'enfants n'ayant pas été sages ; son appétit est insatiable. Grýla n'était pas directement liée à Noël avant le XVIIe siècle. À ce moment, elle est devenue la mère des Lutins de Noël. Un décret public de 1746 interdisait d'effrayer les enfants en parlant de Grýla ou des Lutins de Noël.
Selon le folklore, Grýla s'est mariée trois fois. Son troisième mari Leppalúði aurait vécu avec elle dans une caverne dans le Dimmuborgir, avec le grand Chat de Noël et ses enfants. Quand Noël arrivait, Grýla commençait à chercher des enfants qui n'avaient pas été sages. La légende de Grýla apparaît dans de nombreuses histoires, poèmes, chansons et pièces en Islande et quelques fois, elle meurt à la fin de l'histoire.

## Dans la culture populaire
Grýla fut citée dans un article de The Onion, un périodique satirique, comme responsable de l'Éruption de l'Eyjafjöll en 2010. En 2012, Stuff Monsters Like, un blog satirique inspiré de films d'horreur, a posté un article intitulé Monsters Like Holiday Stew, littéralement « Les monstres aiment le ragoût des fêtes », se référant au goût de Grýla dans ce domaine.
Grýla est également évoquée dans le spin-off Les Nouvelles Aventures de Sabrina diffusé sur Netflix et créé par Roberto Aguirre-Sacasa. Elle y est dépeinte comme Grýla des montagnes, mère de 13 lutins de Yule.
Dans le jeu God of War Ragnarök, sorti en 2022, Grýla est présentée comme l'une des dernières Jötun vivante et est la grand-mère d'Angrboda, vivant à Jötunheim. Elle capture des animaux et en extrait leur âme dont elle se nourrit grâce à un chaudron magique ; et sera défaite en tant que boss par Atreus/Loki & Angrboda.
Elle apparaît également dans le film Red One en 2024. 